# Led Zeppelin
Led Zeppelin fue un grupo británico de rock fundado en Londres en 1968 por el guitarrista Jimmy Page, quien había pertenecido a The Yardbirds. La banda estuvo integrada por Jimmy Page en la guitarra, John Paul Jones como bajista y tecladista, el vocalista Robert Plant y John Bonham en la batería.
Es considerada una de las bandas más importantes e influyentes de la década de los 70 y de la historia del rock.
Led Zeppelin presentó elementos de un amplio espectro de influencias y géneros, como el blues, el rock and roll, el soul, hard rock, la música celta, el rockabilly, la música india, rock progresivo, el folk, el rock psicodélico, reggae, el country, entre otros y es uno de los grupos seminales para el surgimiento del heavy metal.
Más de cuarenta años después de la disgregación de la banda en 1980, la música de Led Zeppelin continúa vendiéndose, disfruta de una amplia difusión radiofónica, y ha demostrado ser una de las bandas más influyentes en la música rock. Hasta la fecha, ha vendido más de 300 millones de álbumes en el mundo, incluidos 111 millones solo en los Estados Unidos. Es la segunda banda con más discos de diamante de la historia de la música (otorgados cada diez millones de ventas en EE. UU.) con 5, después de The Beatles que tienen 6. Los discos con esta certificación son: Led Zeppelin IV (23 millones), Physical Graffiti (15 millones), Led Zeppelin II (12 millones), Houses of the Holy (11 millones) y Led Zeppelin I (10 millones). En 2004, la revista Rolling Stone los clasificó en el número 14 en su lista de los «100 artistas más grandes de todos los tiempos».

## Historia

### Formación de la banda y primeros trabajos (1968-1969)
Led Zeppelin se formó a finales de 1968 cuando Jimmy Page, que ya tenía cierta reputación en el Reino Unido por su labor como músico de estudio y por ser el último guitarrista de la banda The Yardbirds, buscaba nuevos músicos para su nuevo proyecto, The New Yardbirds (nombre que provocaba ciertos problemas legales), constituido a partir de la disolución de The Yardbirds. El nombre de la banda surgió a raíz de un chiste de Keith Moon, baterista de The Who (en una sesión de grabación de una canción de Jeff Beck en el que participaban Jimmy Page, John Paul Jones, John Entwistle y el propio Keith Moon), cuando dijo que la banda fracasaría y caería «como un zeppelin de plomo». El nombre surgió en un principio como Lead Zeppelin (“zeppelin de plomo”), pero a recomendación de Peter Grant, el mánager de la banda, se suprimió la a de lead, para evitar problemas de pronunciación por parte de los hablantes norteamericanos, ya que las vocales ea se pronuncian como una i en el inglés de Norteamérica. Sin embargo, el bajista de The Who, John Entwistle, posee su propia versión de los hechos: «Hace unos cuatro años empecé a estar harto de The Who, así que hablé con un tío que ahora es jefe de producción de Led Zeppelin. Estuve hablando con él en un club, en Nueva York, y le dije “Sí, estoy pensando en dejar el grupo y formar el mío. Lo voy a llamar Led Zeppelin. Y como portada del disco voy a poner el Hindenburg en llamas, ya sabes, todo este asunto...” Y unos dos meses después, empezó a trabajar con Jimmy Page, y como estaban buscando un nombre, él sugirió Led Zeppelin, a Page le gustó y salieron con la misma portada de disco que yo había planeado». El jefe de producción al que se refiere Entwistle podría ser Richard Cole, futuro road manager de la banda.
The Yardbirds se separó en 1968, y Page y el bajista de la banda, Chris Dreja, comenzaron a buscar miembros para una nueva formación, mientras innovaban su música junto al guitarrista actual de The Bulens, J. Jencquel. El primer candidato para el puesto de vocalista fue Terry Reid, quien se negó a ser parte de la banda, pero recomendó a un amigo suyo llamado Robert Plant. En agosto de 1968, Page, Dreja y Peter Grant viajaron a Birmingham para ver la banda de Plant, Hobbstweedle. Plant aceptó la oferta de Page para entrar en la banda en una reunión en la casa de Page. Plant tenía un amigo que tocaba la batería, John Bonham, que también se uniría al grupo. Poco después de la llegada de Bonham, Dreja abandonó la música para convertirse en fotógrafo, por lo que los tres componentes de la banda se ven obligados a buscar un nuevo bajista. John Paul Jones, un amigo de Page y conocido músico de sesión, se enteró de la noticia y le propuso a su amigo su entrada en la formación, quedando cerrada la banda. Lo primero que hicieron fue ensayar un blues normal de 12 compases. En ese momento se vio la "química" que había entre los cuatro miembros. Su primer cometido fue acabar una gira pendiente en Escandinavia bajo el nombre de The New Yardbirds, en la que tocaron muchas de las canciones que forman parte de su álbum debut.
Después de la gira, y ya bajo el nombre de Led Zeppelin, Peter Grant, mánager de la banda, otorgó a la banda 200 000 dólares a cambio de producirles su primer álbum. Tal suma de dinero provenía del sello Atlantic Records, que estaba interesada en fichar el mayor número posible de grupos que surgían durante aquella época amparados bajo el estilo blues y hard rock, algo que Led Zeppelin cumplía a la perfección, por lo que Atlantic contrató a la banda sin siquiera haberlos visto, solamente bajo la recomendación de Dusty Springfield.
Su primer disco fue publicado el 12 de enero de 1969, bajo el nombre de Led Zeppelin. Fue grabado en apenas una semana (grabado, mezclado y editado) en los estudios Olympic de Londres en octubre de 1968, empleando apenas 30 horas de estudio y sin casi horas de ensayo. Al principio, el público británico no respondía muy efusivamente al lanzamiento del álbum, producido por Page, lo que se convertiría en una constante a lo largo de la historia del grupo, un hecho que provocó que la banda no publicase sencillos en el Reino Unido. Tras embarcarse en su primera gira norteamericana y gracias a las explosivas actuaciones de la banda, el álbum tuvo un éxito inmenso en crítica y público, sobre todo en Estados Unidos. La prensa calificó al álbum como heavy metal, algo con lo que la banda no estaba de acuerdo. Robert Plant declaró que «es injusto calificar a la banda como heavy metal, ya que un tercio de nuestra música es acústica». Poco después de la edición de este álbum debut, la banda decidió no publicar ningún sencillo en Inglaterra, deteriorando la promoción del disco y de los trabajos posteriores.
Como curiosidad cabe destacar que, durante la gira de apoyo al disco Led Zeppelin en Dinamarca, el grupo actuó bajo el nombre de The Nobs por prohibición de la baronesa Eva von Zeppelin (familiar del inventor del dirigible) a utilizar su nombre real, quien arguyó que eran unos "monos gritones", además de criticar la portada del disco, foto cortesía del exbajista de la banda, Chris Dreja. Además, las autoridades de Singapur impidieron a la banda entrar en el país para dar un concierto debido a que tenían el pelo demasiado largo.
Durante 1969, la banda se las arregló para terminar las giras europea y americana y grabar durante las mismas su segundo trabajo, que fue publicado el 22 de octubre de dicho año bajo el nombre de Led Zeppelin II. Este álbum los consagró definitivamente, llegando al número 1 en las listas británica y estadounidense (destronando al Abbey Road de The Beatles, el cual había permanecido 11 semanas en el número 1) y permaneciendo allí durante siete semanas, probablemente gracias al éxito de canciones como "Whole Lotta Love" y "Heartbreaker".
Como apoyo al disco, la banda dio un par de giras más por Estados Unidos cada vez ante audiencias más grandes debido al aumento de popularidad que supuso la publicación del segundo álbum del grupo, alargando los conciertos durante más de tres horas.

### Led Zeppelin IIIyLed Zeppelin IV(1970-1972)
Para la composición del tercer disco de Led Zeppelin, los miembros de la formación se retiraron a Bron-Yr-Aur, una remota casa rural de Gales, en 1970, donde también grabaron el material allí ideado.
El 5 de octubre de 1970 se publica su tercer disco, Led Zeppelin III, tras el cual algunos acusaron al grupo de ser un montaje comercial, debido al carácter íntimo y acústico de las canciones contenidas en dicho álbum, que a pesar de no ser muy bien recibido tanto por la crítica como por sus admiradores, contenía composiciones que con el tiempo se convirtieron en clásicos, como "Immigrant Song", el primer sencillo de la carrera del grupo a pesar de sus negativas a que fuese publicado, o "Since I've Been Loving You". La banda entera y sobre todo Jimmy Page se tomó personalmente estas críticas, lo que provocó que su cuarto trabajo, en su edición original, no tuviera título ni nada que permitiera identificarlo, a excepción de cuatro extraños símbolos (), uno para cada miembro de la banda. Este álbum, reconocido comúnmente como Untitled y principalmente como Led Zeppelin IV por inercia, publicado el 8 de noviembre de 1971, fue el LP más vendido de la banda (actualmente está en la ubicación n.º 4 de los álbumes más vendidos de la historia según la RIAA), en el que destaca su mayor éxito, "Stairway to Heaven", además de clásicos de la banda como "Black Dog", "Rock and Roll", "Going to California" y "When The Levee Breaks", de la cual destaca el imponente sonido atronador y pesado de la batería de John Bonham. El solo de guitarra de Stairway To Heaven fue elegido por los lectores de la revista Guitar World Magazine como "el mejor solo de todos los tiempos".
El disco vino acompañado de un ligero cambio de imagen de los integrantes del grupo, quienes comenzaron a vestir vistosas ropas y extravagantes collares y joyas al estilo de las grandes estrellas de la época. Es también durante este tiempo cuando se popularizaron los excesos de Led Zeppelin, ya que empezaron a viajar en un jet privado (llamado "The Starship") alquilando plantas enteras de los hoteles en sus estancias durante las giras.
Hasta julio de 2006, el cuarto disco de Led Zeppelin ha vendido 23 millones de copias en Estados Unidos, convirtiéndose en el cuarto álbum más vendido de la historia.

### Houses of the Holy, Swan Song yPhysical Graffiti(1973-1975)
Su siguiente disco, Houses of the Holy, publicado el 28 de marzo de 1973, supuso una nueva idea en el grupo, mezclando diversos estilos musicales, blues, rock,folk, e incluso matices reggae. Como siempre, el álbum causó controversia entre los críticos a pesar de tener excelentes ventas. La canción "Houses of the Holy" fue grabada inicialmente para incluirse en su álbum homónimo, aunque finalmente aparece en su siguiente trabajo.
La portada del disco también tuvo su polémica, ya que en ella aparecen los hijos de Robert Plant desnudos escalando una especie de cuesta empedrada (que se trata de la Calzada del Gigante en Irlanda del Norte), por lo que fue prohibido en algunos países, entre ellos España.
La gira de presentación del disco fue multitudinaria, consiguiendo en un concierto en Florida la cifra de 56 800 espectadores, superando el récord anterior ostentado por The Beatles, ingresando ese día 309 000 dólares.
Para sentirse más cómodos en la grabación de sus álbumes, Led Zeppelin crearon en 1974 su propio sello discográfico, Swan Song, aunque dependiendo todavía de su compañía discográfica Atlantic Records. El nombre de la compañía viene de una de las pocas canciones inéditas del grupo. A partir de ese momento, la banda hizo todas sus grabaciones bajo este sello. El logotipo de la compañía, que reproduce al dios griego Apolo, se convirtió en el símbolo de Led Zeppelin, incluyéndose en muchos objetos de merchandising de la banda a partir de entonces. Dicha compañía fue rentable durante la vida de Led Zeppelin, aunque tres años después de la separación de la banda, el sello tuvo que cerrar.
Entre 1973 y 1974 la banda se tomó un descanso de su frenética combinación de grabaciones y espectaculares giras, dedicándose a realizar colaboraciones, componer canciones y a otros muchos asuntos no tan relacionados con la música. El 24 de febrero de 1975 se publicó Physical Graffiti, el primer trabajo concebido desde Swan Song. Se trataba de un álbum doble que además de contener piezas nuevas como "Kashmir", de la que Robert Plant dijo que era la canción definitiva de Led Zeppelin, incluía material descartado de álbumes anteriores. Este álbum es considerado uno de los mejores de la banda, probablemente por la cantidad y diversidad de temas. 1975 supuso la coronación de Led Zeppelin como una de las mejores bandas de rock de la historia, tanto por la crítica como por las actuaciones en directo de ese año, que fueron apoteósicas y multitudinarias. Sin embargo, el acelerado ritmo de trabajo de Led Zeppelin se vio interrumpido cuando en el verano de ese mismo año Robert Plant sufrió un grave accidente automovilístico en la isla griega de Rodas, dejando a su mujer Maureen al borde de la muerte. El accidente fue seguido por una difícil y larga recuperación que se extendió aproximadamente un año hasta finales de 1976.

### PresenceeIn Through the Out Door(1976-1979)

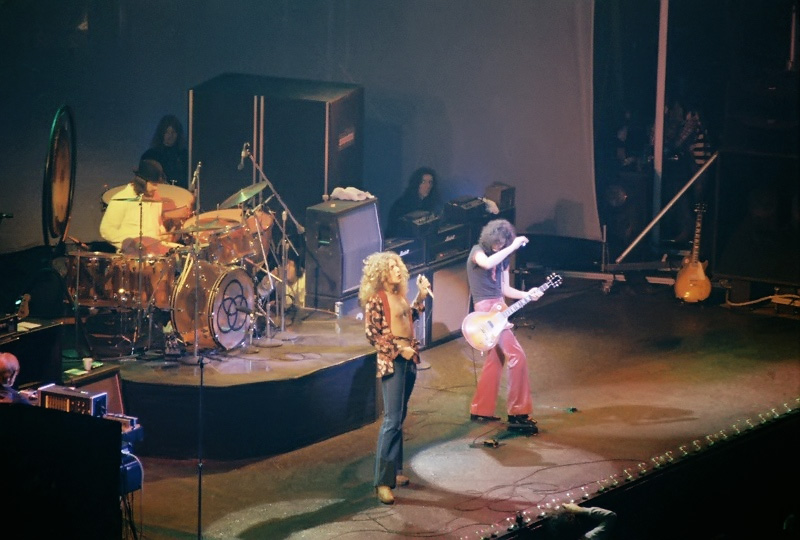
Led Zeppelin en Chicago, 1975.

Fue en este año en el que se preparó a toda velocidad el siguiente trabajo de la banda, Presence, publicado el 31 de marzo de 1976 y grabado entre la ciudad alemana de Múnich y Malibú, en California, caracterizado por no tener ninguna canción acústica y no hacer uso de ningún teclado. Es un álbum marcado por el estado convaleciente de Robert Plant, quien grabó sus tomas vocales sentado en una silla de ruedas o en muletas. El álbum fue recibido con diversidad de opiniones por crítica y público debido a su carácter más suave y lento. Jimmy Page siempre dijo que este es su disco preferido, y el tema que da inicio al disco, "Achilles Last Stand", su tema favorito con sus más de 10 minutos.
Posteriormente editaron su primer disco en vivo, The Song Remains The Same, banda sonora de la película del mismo nombre, la cual muestra unas actuaciones de 1973 en Nueva York que finalizaron una gira estadounidense, mezcladas con unas escenas de fantasía ideadas por la propia banda. Sin embargo, el disco caló negativamente en el Reino Unido debido al potente auge de las nuevas bandas de punk británicas, considerándose a la banda como "obsoleta".
Tras volver a los escenarios en 1977, de nuevo Robert Plant volvió a verse afectado por la desgracia, esta vez por la muerte de su hijo Karac Pendra de seis años, a causa de una infección estomacal. Este hecho marcó profundamente a Plant, llegando a plantearse su continuidad dentro de la banda. Sin embargo, el vocalista recapacitó y en 1978 la banda volvió al estudio, concretamente al del grupo ABBA en Estocolmo, para grabar el que sería inesperadamente su último álbum de estudio, In Through the Out Door publicado el 15 de agosto de 1979. Desgraciadamente, de nuevo encontrarán problemas para terminar el álbum ya que por aquel entonces, Jimmy Page y John Bonham se encontraban en un estado de adicción a la heroína y al alcohol respectivamente, un hecho que hace de In Through the Out Door el único álbum de Led Zeppelin que contiene los primeros y únicos temas de la banda en los que no figura Page como autor.
En la gira de 1979 se vio por primera vez a unos Led Zeppelin no tan concentrados en la improvisación (era un rasgo bastante característico de su compenetración como banda en directo), y más centrados en las canciones en sí. A pesar de ello, una audiencia de cerca de 120 000 personas respaldó a la banda en un concierto en Copenhague. La banda había llegado a un estado de madurez, tanto a nivel compositivo como a nivel personal habiendo apartado ya la mayoría de sus excesos y reemplazándolos por profesionalismo. Por aquel entonces eran de las únicas bandas capaces de llenar un estadio frente al fracaso comercial de las bandas punk rock surgidas entonces. Durante esta época, Robert Plant había estado pensando en abandonar la banda debido al cansancio ocasionado por la gira de 1979, aunque Peter Grant consiguió convencerlo para continuar. Dicha gira se extendió hasta 1980, cuando Bonham tuvo que ser ingresado en un hospital de Núremberg, Alemania, debido a una indigestión, aunque la prensa especuló con las drogas y el alcohol como posibles causas. La banda acabó la gira en Berlín el 7 de julio del mismo año.

### Muerte de John Bonham,CODAy disolución de la banda (1980-1983)
Con la llegada de 1980 Led Zeppelin volvió a las grandes giras europeas, anunciando un nuevo gran tour por Norteamérica ese año, que nunca pudo ser realizado ya que el día 25 de septiembre John Bonham murió en The Old Mill House, la mansión de Page en Windsor, asfixiado por la aspiración accidental de su propio vómito provocado por el consumo excesivo de alcohol. No se encontraron drogas en el cuerpo del baterista, como se había especulado.
La idea de continuar nunca se cruzó por la mente de los restantes integrantes de la banda a pesar de los rumores de la incorporación de nuevos bateristas. Elaboraron un comunicado oficial en el que explicaron que ya nada era lo mismo sin Bonham, y que era inútil continuar sin él.
Después de la muerte de Bonham, los otros tres miembros anunciaron su decisión de detener la actividad artística bajo el nombre de Led Zeppelin con el siguiente comunicado de prensa, publicado el 4 de diciembre de 1980:

Deseamos que se sepa que la pérdida de nuestro querido amigo, y la profunda sensación de armonía indivisa que sentimos nosotros y nuestro gerente, nos han llevado a decidir que no podíamos continuar.
 Led Zeppelin

Al tener firmado un contrato que los obligaba a sacar un nuevo álbum, y ante la negativa de grabar nuevas canciones sin Bonham, se optó por buscar material inédito hasta entonces que conformó el LP Coda (1982), disco que presenta canciones que se descartaron en la realización de discos anteriores y alguna toma en directo de canciones ya grabadas.
En los años siguientes los integrantes de Zeppelin mantuvieron su decisión de no reunirse. Solo en esporádicas ocasiones se los vio juntos en un escenario. Últimamente Page y Plant decidieron encontrarse para hacer algo juntos, grabando algún disco conjunto algunos años después de la separación de la banda, pero jamás utilizando el nombre o referencias a Led Zeppelin.

## Después de la separación

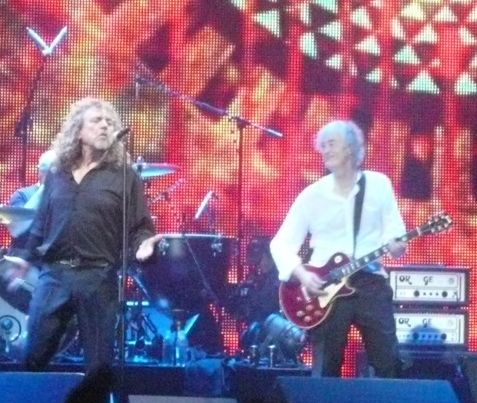
Led Zeppelin en su concierto de reunión el 10 de diciembre de 2007. De izquierda a derecha: Robert Plant y Jimmy Page.

En 1982 Plant editó un álbum solista llamado Pictures at Eleven, con un estilo similar al de Led Zeppelin. Luego, en 1983 apareció el disco The Principle of Moments, donde se notan influencias de Genesis, sobre todo teniendo en cuenta que el baterista de dicha banda, Phil Collins, fue quien grabó las partes de batería en el disco.
La primera aparición de Page después de Zeppelin sucedió en 1982 cuando compuso algunos temas para la película Death Wish 2 (protagonizada por Charles Bronson) y se editó su correspondiente banda sonora. Al mismo tiempo, se encargó de editar el disco Coda, con temas inéditos y descartes de Led Zeppelin. En 1983 se unió a Jeff Beck y a Eric Clapton, excompañeros suyos en The Yardbirds, para dar una serie de conciertos de los que se han editado numerosos discos.
John Paul Jones, por su parte, compuso la banda sonora de la película Scream For Help (1984), del mismo director de Death Wish 2, trabajó con Diamanda Galás y realizó producciones artísticas esporádicas antes de sacar sus actuales discos solistas instrumentales. Actualmente es un conocido productor y arreglista de música rock, que en 2009 formó el supergrupo Them Crooked Vultures junto al guitarrista Josh Homme y al baterista Dave Grohl.
En 1984, Page y Plant volvieron a unirse y formaron The Honeydrippers junto a artistas de la talla de Jeff Beck y Paul Shaffer. Su disco se llamó The Honeydrippers Vol. 1 y su tema "Sea of Love" trepó al tercer puesto en las listas norteamericanas, mejor incluso que su famoso tema "Whole Lotta Love". Realizaron una gira, donde tocaron en el Saturday Night Live, y después de eso Page decidió tomar otros rumbos, por lo que la banda se disolvió.
Con motivo del concierto benéfico Live Aid, Page, Plant y Jones se reunirían en 1985 para tocar en directo los temas "Rock and Roll", "Whole Lotta Love" y "Stairway to Heaven" en el estadio John F. Kennedy de Filadelfia. En la batería estuvieron Phil Collins y Tony Thompson, además del bajista Paul Martínez (Collins y Martínez participaron en los dos primeros álbumes en solitario de Plant). La actuación estuvo marcada por la falta de ensayos con los dos bateristas, los problemas de Page con una guitarra desafinada, monitores que funcionaban mal y la voz ronca de Plant. Page describió la desastrosa actuación como "bastante caótica", mientras que Plant lo caracterizó como una "atrocidad".
El 14 de mayo de 1988, y con motivo del 40 aniversario de Atlantic Records, el grupo vuelve a unirse para cerrar el concierto de conmemoración, ocupando el puesto de John Bonham su hijo Jason.
Page formó The Firm con Paul Rodgers y Chris Slade, y más tardé publicó algunos discos en solitario como Outrider (1988), en el que colaboraron Plant y Jason. En 1993 grabó un disco con el cantante de Whitesnake y Deep Purple, David Coverdale. Se llamó Coverdale/Page, aunque en un principio iba a llamarse Legends (Leyendas). Por su parte, Plant ha sacado algún disco en solitario con colaboraciones de Page. En 1994, Page y Plant grabaron el especial de 90 minutos Unledded, para la MTV (aunque sin contar con Jones), al que siguieron los discos No Quarter, también de 1994 y que contaba con algunos temas de Led Zeppelin y Walking into Clarksdale (1998). Se dice que esto es el comienzo de una fisura entre los miembros de la banda, ya que Jones nunca fue informado de la reunión.
En 1995, Led Zeppelin fue incorporado al Salón de la Fama del Rock and Roll por Steven Tyler y Joe Perry de Aerosmith. Jason y Zoë Bonham también asistieron, en representación de su difunto padre. En la ceremonia de la inducción, se vivió un momento complicado, cuando Jones al hablar delante del micrófono, y con su particular sentido del humor, bromeó diciendo "gracias, a mis amigos, por finalmente recordar mi número de teléfono", dejando en evidencia la grieta interna que por lo menos existía en ese entonces, entre los miembros de Zeppelin, causando miradas incómodas de Page y, sobre todo, de Plant. Posteriormente, tocaron un breve set con Tyler y Perry, con Jason Bonham en la batería, y luego un segundo con Neil Young, y esta vez con Michael Lee tocando la batería.

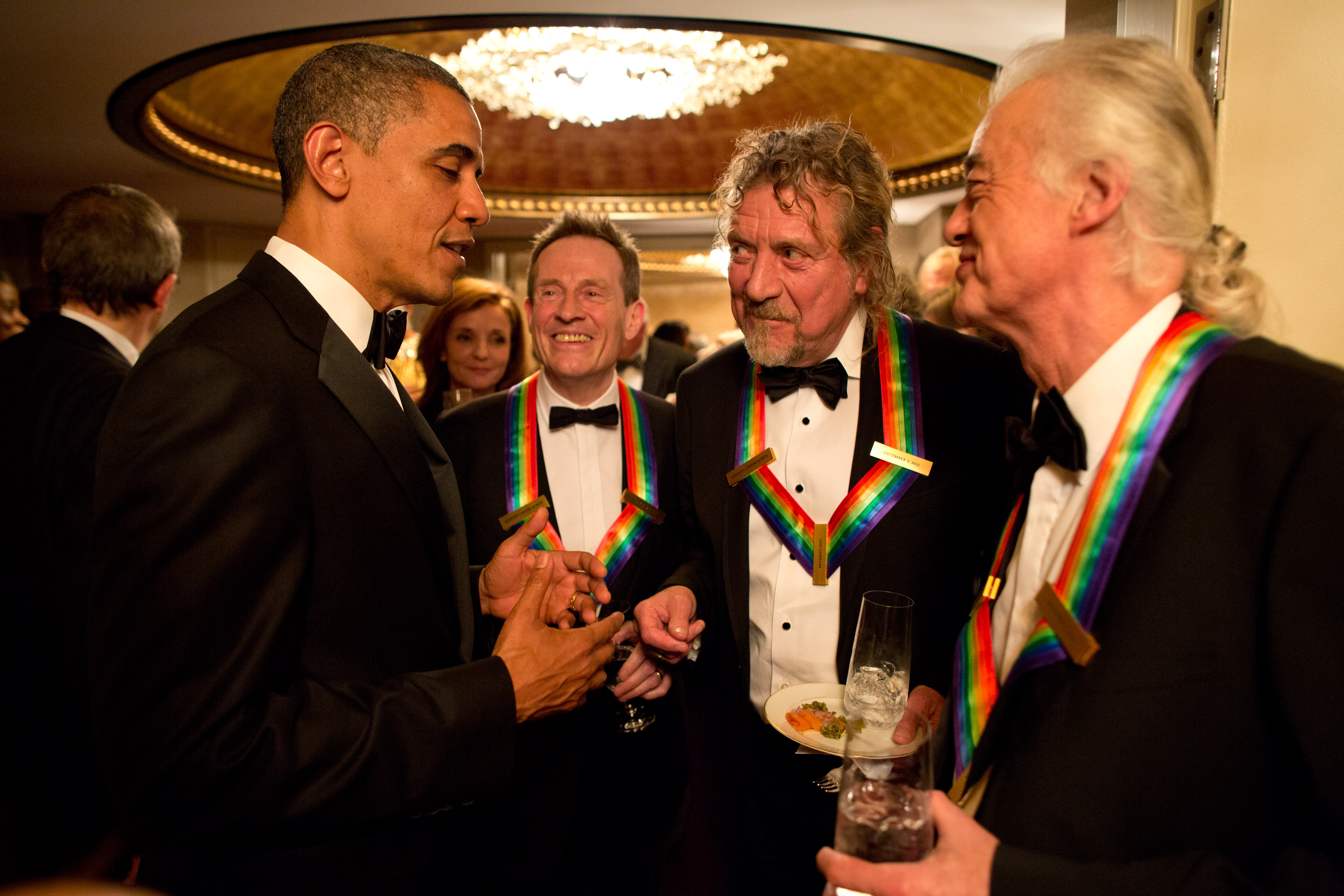
Barack Obama-John Paul Jones, Robert Plant y Jimmy Page en el homenaje del año 2012 en Kennedy Centers Honors

En 2003, se edita un disco triple en directo bajo el nombre de How the West Was Won, que incluía versiones en directo de la banda durante su gira estadounidense, además de una colección de seis horas en vídeo titulada Led Zeppelin DVD, que vendió 520 000 copias a finales de 2003. How the West Was Won fue un éxito comercial, además de uno de los álbumes en directo más aclamados por la crítica.
En noviembre de 2007, fue publicado un recopilatorio llamado Mothership, que consta de dos CD con sus mejores canciones y más grandes éxitos y un DVD con imágenes en directo extraídas del Led Zeppelin DVD. Además, la banda hizo su catálogo completo de discos legalmente disponible para descarga digital, convirtiéndose en una de las últimas grandes bandas de rock en hacerlo.
El 10 de diciembre de 2007 tuvo lugar en el O2 Arena de Londres, un único concierto de la banda con el reemplazo de Jason Bonham, hijo del fallecido John Bonham, en la batería. Este concierto fue realizado como parte del Concierto Tributo a Ahmet Ertegün, cofundador de Atlantic Records, quien falleció el 14 de diciembre de 2006. Más de 20 000 personas acudieron al primer concierto completo de la banda tras 27 años, las entradas fueron sorteadas por internet a través de la página web del concierto y alcanzaron 20 millones de peticiones en todo el mundo, por lo que según El libro Guinness de los récords 2009, Led Zeppelin estableció el récord mundial de "Demanda más alta de entradas para un concierto de música". En octubre de 2012 se estrenó de forma limitada en salas de cine de todo el mundo, la película del concierto bajo el título Celebration Day y el 19 de noviembre en formato DVD acompañada de un doble CD de audio. Ese mismo año se rumoreaba una posible gira mundial de la banda para el año 2008 pero esta nunca se realizó. Este concierto estaba planeado para celebrarse el 26 de noviembre, pero una inoportuna fractura de un dedo del guitarrista Jimmy Page aplazó la actuación hasta el 10 de diciembre.
Tras el estreno de la película, Page reveló que había estado produciendo la remasterización de la discografía completa de la banda. Esta fue lanzada en cuatro etapas; la primera fue de los álbumes Led Zeppelin, Led Zeppelin II y Led Zeppelin III y fue lanzada el 2 de junio de 2014. La segunda parte fue lanzada el 27 de octubre de 2014, y correspondió a los discos Led Zeppelin IV y Houses of the Holy. Physical Graffiti vio a la luz el 23 de febrero de 2015, casi exactamente cuarenta años del lanzamiento del álbum original. Finalmente, la cuarta etapa, que contempla a Presence, In Through the Out Door y Coda (álbum), fue lanzada el 31 de julio de 2015. A través de este proyecto de remasterización, cada álbum de estudio fue reeditado en CD y vinilo y contaban adicionalmente con una edición de lujo, que contenía un disco extra de material inédito (la Edición Deluxe de Coda incluiría dos discos adicionales). Cada álbum también estaba disponible en una edición Super de Lujo (Super Deluxe Edition Box Set), que incluía el álbum remasterizado y el disco adicional en CD y vinilo de 180 gramos, una tarjeta de descarga de audio de alta definición de todo el contenido a 96kHz / 24 bits, un libro encuadernado con fotos inéditas y recuerdos, y una impresión de alta calidad de la portada del álbum original.
El 6 de noviembre de 2015, se utilizaron las pistas recientemente remasterizadas para relanzar el recopilatorio Mothership, y el 16 de septiembre de 2016 se publicó la reedición del BBC Sessions de 1997, bajo el nombre de The Complete BBC Sessions, la cual contiene el disco doble remasterizado y un tercer disco con nueve grabaciones inéditas recuperadas, incluyendo el tema "Sunshine Woman", que nunca vio la luz en ninguno de los nueve discos de estudio que Led Zeppelin realizó, poniendo así punto final a la campaña de reediciones del material discográfico de Led Zeppelin.
En mayo de 2018 se lanza una reedición del triple CD del álbum How the West Was Won, el cual recoge material de dos de los shows que la banda realizó en Los Ángeles durante la gira de “IV”, a finales de junio de 1972.

## Características

### Canciones de Led Zeppelin con referencias a la obra de Tolkien
Una de las obsesiones líricas de Led Zeppelin, en especial de Robert Plant, es la obra de J. R. R. Tolkien. Así podemos encontrar varias referencias a las novelas del escritor británico en canciones como "Bron-Y-Aur Stomp", "Ramble On" o "The Battle of Evermore"; y en el título de la canción "Misty Mountain Hop".
Además hay referencias a la mitología escandinava, por ejemplo en canciones como "No Quarter", en la línea "The winds of Thor are blowing cold" y "Immigrant Song" en donde menciona "We come from the land of the ice and snow" pudiendo hacer referencia a Asgard, o también donde nombra «Hammer of the Gods» pudiendo hacer referencia al martillo de Thor, Mjolnir, y donde clama «Valhalla I am coming» donde Valhalla es el paraíso al cual los héroes van, al morir en combate. Parece ser que la inspiración de esta canción hay que encontrarla en un viaje a Islandia del grupo, en el año 1970.

### Las portadas de sus discos
El arte de las portadas de sus discos era por demás desconcertante y original. La foto de la contraportada del disco debut de la banda fue tomada por Chris Dreja, antiguo componente de The Yardbirds que empezó su carrera como fotógrafo después de retirarse de la música. La polémica llegaría de la mano de la baronesa Von Zeppelin, quien se opuso a que la banda actuara bajo el nombre de Led Zeppelin en Dinamarca a causa de la portada de su primer disco, que muestra un zepelín en llamas.
En la carátula de Led Zeppelin II, diseñada por Davod Juniper, aparece una foto de la banda junto con otros personajes desconocidos, que no presentan ninguna alusión hacia ellos en todo el libreto del disco. Dicha foto está basada en una instantánea tomada a la división Jasta de la Luftwaffe (Bundeswehr), fuerza aérea alemana, con las caras de los inquilinos de dicha foto cambiadas en favor de los rostros de los miembros de la banda, el mánager Peter Grant, Richard Cole, Blind Willie Johnson (músico de blues) y Glynis Johns, que actúa como madre en la película Mary Poppins. Esta última parece ser que fue incluida como una broma del grupo al productor de su antiguo álbum, Glyns Johns. La sombra blanca del zepelín bajo fondo marrón, que también aparece en la portada del álbum, hizo que el sobrenombre del disco fuese The Brown Bomber. Como última curiosidad, cabe destacar que las primeras ediciones del disco contaban con una frase en la parte de abajo de dicha portada, "The only way to fly" (la única manera de volar), lo que explica que dichas ediciones se paguen a precio de oro.
El cuarto álbum no llevaba título, ni siquiera el nombre del grupo; tal es así que hoy se lo llama de muchas formas (Led Zeppelin IV, ZOSO, Four Simbols, "el de las runas", etc.) pero no hay una oficial. Evidentemente, el truco no representó obstáculo para las ventas, que en la actualidad sobrepasan los 40 millones de copias en el mundo. La banda explicó que la decisión de no escribir su nombre ni el del disco era que la música se vendía sola, sin necesidad de conocer cual era el autor, contestando así a las críticas negativas a su predecesor, Led Zeppelin III.
El edificio de la portada de Physical Graffiti es el número 97 de St. Mark Street, en Nueva York. Casualmente, en el sótano de dicho edificio había una tienda de ropa llamada Physical Graffiti, aunque no se sabe si fue fundada antes o después de la edición del disco. El hombre sentado en las escaleras del edificio sostiene dos cachorros de perro negros, quizá en referencia a la canción Black Dog, del Led Zeppelin IV.
Presence posee en todas las fotos de su edición en vinilo un objeto negro que el fotógrafo y creador de la idea, Storm Thorgerson, resumió: "Me gustan las fotos que no tengan una explicación evidente [...] Recuerdo que la idea de Presence era mezclar fotos nostálgicas de los años 30 y 40 con un objeto del futuro, que era básicamente un agujero negro con una forma curiosa. Para mí, representaba la energía de Led Zeppelin, de la que la gente en casa, o en la escuela, necesitaría una dosis cada pocas horas, como la última droga. Así que el diseño estaba relacionado con la banda y sin embargo de forma extremadamente leve, del mismo modo que lo más gratificante de la música es que te hace formar tus propias imágenes". Esta idea fue repetida por Jimmy Page en su disco en colaboración con David Coverdale al colocar una señal de tráfico que nada tiene que ver con el resto del conjunto de las fotos.

### Relaciones con la prensa
Otra característica fue que no se llevaban bien con la prensa, solían considerarla amarillista y conservadora y es por tal razón que las entrevistas realizadas a Led Zeppelin en su época de oro fueron escasas. Además, la banda rara vez extraía algún sencillo de alguno de sus discos, siendo la primera canción acreditada como tal "Immigrant Song", del Led Zeppelin III, así como tampoco concedía muchos shows por televisión, argumentando que lo mejor era que el público los viese en directo, en conciertos que solían durar unas tres horas.

### Led Zeppelin y el ocultismo
Muchos de los mitos de la banda que se mantienen hasta la actualidad son los rumores acerca de que la banda practicaba magia negra y que en los temas "Dazed & Confused", "Whole Lotta Love", "The Battle of Evermore", "Stairway to Heaven", "Four Sticks", "No Quarter" y "Kashmir" aparecían mensajes satánicos, cosa que generó controversia sobre las producciones de la banda.
La controversia más famosa está relacionada con "Stairway to Heaven", ya que han sido bastantes personas quienes aseguran haber percibido mensajes satánicos («Here's to my sweet satan» / «Aquí está mi dulce Satanás») reproduciendo la canción al revés, cosa que siempre ha sido negada por la banda. Otra de las canciones que, presuntamente, contienen mensajes de carácter satánico es «Dazed and Confused».
Page siempre estuvo interesado en la vida y obra de Aleister Crowley, llegando a adquirir la mansión de veraneo de este. Cabe también destacar que al final del disco Led Zeppelin III puede escucharse una famosa cita de Crowley, que dice: «Haz lo que tú quieras, será toda Ley».

### Acusaciones de plagio
Numerosas acusaciones de plagio han surgido a lo largo de la carrera de la banda.
John Mendelsohn, periodista de la revista Rolling Stone, acusó a la banda de haber copiado el riff de la canción "Your Time Is Gonna Come" de la canción "Dear Mr. Fantasy" del grupo Traffic. Este mismo periodista también señaló la semejanza entre la canción "Black Mountain Side" y "Black Water Side" de Bert Jansch. Las dos canciones supuestamente plagiadas se incluyeron en el álbum debut de la banda. Estas acusaciones fueron las que dieron pie a la mala relación de Led Zeppelin con la prensa, especialmente con Rolling Stone.
"Dazed and Confused" es una versión bastante alejada de la canción original de Jake Holmes. Inicialmente, The Yardbirds, con Page a la cabeza, versionaron la canción llamándola "I'm Confused" pero cuando se formó Led Zeppelin, Page retocó la canción para editarse en el álbum inicial del grupo. Sin embargo, Holmes nunca recibió ningún tipo de aportación monetaria por parte de la banda a pesar de enviar una carta de petición de su parte legal. A pesar de esto, Holmes nunca interpuso ninguna demanda judicial a la banda por ello.
En 1970, la revista Arc Music demandó a la banda por haber copiado la canción "Bring It on Home", versión original de Sonny Boy Williamson, del tema "Bring it on Back" de Willie Dixon. La demanda fue aceptada y la publicación recibió una suma de dinero que, finalmente, no fue reportada a Dixon. Dixon volvió a demandar a la banda por sí solo debido a las comparaciones de la canción «Whole Lotta Love» con su tema «You Need Love/Woman You Need Love», gracias a la cual la banda acredita a Dixon como compositor de la canción en las recientes ediciones de Led Zeppelin II.
"The Lemon Song", canción que aparece en el disco Led Zeppelin II, originó una demanda legal de Howlin' Wolf, quien defendía que Led Zeppelin le había copiado la canción de su tema "Killing Floor" (además, en las primeras ediciones de Led Zeppelin II, la canción llevó ese nombre).
"Stairway to Heaven", el éxito de Led Zeppelin IV tiene una progresión rítmica inicial muy parecida al tema instrumental "Taurus" del grupo estadounidense Spirit, banda para la cual Led Zeppelin había sido telonera en 1968. El 21 de mayo de 2014 se hizo público que Spirit interpondría una demanda para que Led Zeppelin reconociera la coautoría del instrumental en su canción. En 2016 la demanda fue rechazada por el juez californiano interviniente, luego de lo cual Robert Plant calificó al juicio de "ridículo y grotesco".
"Nobody's Fault But Mine", que aparece en el disco Presence, es una canción original de Blind Willie Johnson, pero la banda se tomó sus licencias a la hora de reclamar su autoría. Robert Plant dijo al respecto: "En primer lugar, es de dominio público porque lleva muerto mucho tiempo. Y en segundo lugar, no es su canción; nadie sabe de dónde viene".

## Estilo e influencia en bandas posteriores

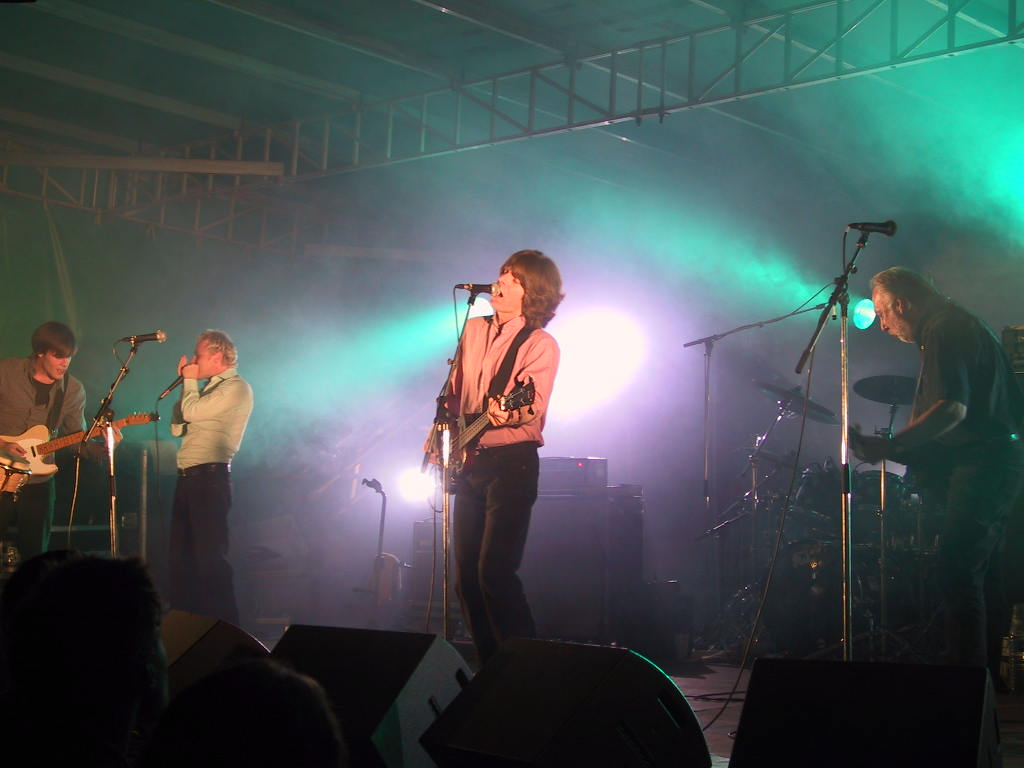
The Yardbirds en 2006, anterior banda de Jimmy Page que ayudó a configurar el estilo de Led Zeppelin.

### Estilo
Led Zeppelin ha sido una de las más influyentes formaciones dentro del desarrollo del hard rock, sentando a su vez las bases de lo que después sería conocido como heavy metal junto con grupos como Black Sabbath o Deep Purple durante la década de 1970. Esto último vino dado con la publicación del disco debut de la banda, Led Zeppelin I, en 1969, el cual incluía un sonido mucho más duro y contundente que el de muchas bandas de la época sin abandonar el sonido orientado hacia el blues presente en el anterior grupo de Jimmy Page, The Yardbirds, en el que se explotaba más dicha tendencia. Durante toda su discografía también se puede observar trazos de música psicodélica heredada de músicos como Jimi Hendrix o Cream. El sonido presente en el siguiente trabajo de la formación, Led Zeppelin II, continúa con el sonido de su antecesor mezclando blues, hard rock y psicodelia a partes iguales. El primer cambio de rumbo dentro de la discografía de la banda se da en Led Zeppelin III, en el que el estilo más acústico y folk predomina a lo largo de gran parte de las canciones incluidas en el trabajo, aunque sin abandonar el hard rock presente en los dos anteriores discos del grupo. Sin embargo, el trabajo más importante en la carrera del grupo es para muchos el cuarto álbum, el cual no tiene nombre, pero es conocido como Led Zeppelin IV. Dicha observación viene respaldada por el número de ventas del disco, hasta la fecha el más exitoso de Led Zeppelin en este campo, gracias en gran medida a la inclusión de Stairway to Heaven, la canción más famosa de la banda. El álbum está considerado como pieza clave en la posterior evolución del rock. Después de la publicación del cuarto trabajo del grupo, estos editan Houses of the Holy, en el que se fusiona el hard rock y el blues con elementos tomados del reggae o del funk. De vuelta de nuevo a sus raíces, la banda publica Physical Graffiti bajo la constante estilística de los trabajos de debut, así como Presence y In Through the Out Door.

### Influencia
La importancia de Led Zeppelin se observa claramente en el gran número de bandas que se consideran influidas por ellos. Entre ellas cabe destacar a algunas tan diversas como Wolfmother, Aerosmith, Guns N' Roses, Tool, Stone Temple Pilots, Soundgarden, Rage Against the Machine, Judas Priest, Metallica, Megadeth, Diamond Head, Blind Melon, The White Stripes, Heart, Kingdom Come o Living Colour. Led Zeppelin está considerada como la banda que allanó el camino a las posteriores bandas de heavy metal setentero, como Deep Purple o Black Sabbath, así como una de las que sentó parte del estilo sobre el que se cimenta el hard rock heredado por el grunge en la década de 1990. Tal ha sido la influencia de la banda en la historia del rock que han sido diversas las formaciones creadas en tributo a Led Zeppelin, entre las que hay que destacar Dread Zeppelin, Get the Led Out, Jason Bonham's Led Zeppelin Experience o Lez Zeppelin, integrada enteramente por mujeres.
En el año 2013 una encuesta realizada por la estación de radio británica Planet Rock clasificó a Led Zeppelin en el primer lugar entre las "bandas más influyentes de la historia".

En el año 1995, se decidió grabar un disco homenaje a Led Zeppelin, titulado Encomium, que incluye versiones realizadas por otros artistas de canciones originales del cuarteto británico. Entre dichos artistas cabe destacar 4 Non Blondes, Stone Temple Pilots, Blind Melon, Rollins Band, Sheryl Crow o Duran Duran.
Otros álbumes tributo a la banda son "Stairway to Heaven" (1997) con versiones a cargo de Lou Gramm, Zakk Wylde, Lita Ford y Sebastian Bach, "All Blues´s Up- Songs of Led Zeppelin" (2003) con versiones a cargo de Eric Gales, Clarence "Gatemouth" Brown, Magic Slim y Otis Rush, "Hammer of the Gods - Two Nights in North America" (2008) con versiones a cargo de un super grupo creado para la gira, conformado por Daniel Gildenlow, Paul Gilbert, Dave LaRue y Mike Portnoy o el editado por la cantante de blues-rock Beth Hart en "A Tribute to Led Zeppelin" (2022).

## Discografía

### Álbumes de estudio
- Led Zeppelin (1969)
- Led Zeppelin II (1969)
- Led Zeppelin III (1970)
- Led Zeppelin IV (1971)
- Houses of the Holy (1973)
- Physical Graffiti (1975)
- Presence (1976)
- In Through the Out Door (1979)
- Coda (1982)

### Álbumes en vivo
- The Song Remains the Same (1976)
- Led Zeppelin BBC Sessions (1997)
- How the West Was Won (2003)
- Celebration Day (2012)

## Integrantes
- Robert Plant - Voz, armónica y percusión menor (1968-1980) (1985) (1988) (1995) (2007).
- Jimmy Page - Guitarra, guitarra de doce cuerdas y coros (1968-1980) (1985) (1988) (1995) (2007).
- John Paul Jones - Bajo eléctrico, teclado, mandolina y coros (1968 -1980) (1985) (1988) (1995) (2007).
- John Bonham† - Batería, percusión y coros (1968 - 1980; su muerte).

### Participaciones en reuniones
- Tony Thompson - Batería (1985).
- Phil Collins - Batería (1985).
- Paul Martinez - Bajo (1985).
- Jason Bonham - Batería (1988) (1995) (2007).
- Michael Lee - Batería (1995).